# NT 81
NT 81 kallas den nyöversättning av Nya testamentet till svenska som utgavs 1981. Den utgavs ånyo 1999 efter en lätt översyn som en del av Bibel 2000. Översättningen utfördes av 1973 års bibelkommission.
NT 81 karaktäriserades inte enbart av ett moderniserat språk i jämförelse med 1917 års kyrkobibel, utan även av ett inslag av bibelkritik i såväl den översatta texten som dess fotnoter. Detta inslag ledde till att NT 81 ej uppskattades i vissa kristna kretsar, och som en reaktion inleddes arbetet med att ta fram Svenska Folkbibeln.